# クレイスラ
クレイスラ（ギリシア語: κλεισούρα,「囲まれた土地」または「隘路」を意味する）は、ビザンツ帝国における防備を強化した峠とその地域を守る軍事地区を指す用語として伝統的に用いられた言葉である。7世紀後半までにより大規模なテマ（軍管区）とは異なる広範囲に及ぶ辺境地域に対して用いられるようになり、主にタウロス山脈とアンチタウロス山脈の線に沿ったビザンツ帝国東方のイスラーム帝国との国境沿い（ヨーロッパ側では初期にはストリュモンのみがクレイスラと呼ばれた）に位置していた。また、クレイスラもしくはクレイスラルキアは司令官のクライスラルケス（ギリシア語: κλεισουράχρης）の下に置かれた自律的な軍事管轄地域であった。最終的にほとんどのクレイスラは完全なテマに昇格し、10世紀以降この用語は使われなくなった（ビザンツ時代後期にはドルンゴスが同様の意味を持っていた）。キリキアとジャズィーラにおけるイスラーム勢力側の同様の用語はスグールである。